# Йорк, Майкл
Майкл Йорк (англ. Michael York, при рождении Майкл Хью Джо́нсон (англ. Michael Hugh Johnson); род. 27 марта 1942) — британский актёр. Двукратный номинант на премию «Эмми». Наиболее известен по ролям в фильмах «Ромео и Джульетта» (1968), «Кабаре» (1972), «Три мушкетёра» (1973), «Бегство Логана» (1976), а также трилогии об Остине Пауэрсе (1997—2002).

## Биография
Майкл Хью Джонсон родился в деревне Фалмер в английском графстве Бакингемшир в семье офицера британской армии Джозефа Гуайнна Джонсона и его супруги Флоренс Эдит Мэй. В семействе уже была старшая дочь Пенелопа Энн, а спустя несколько лет после его рождения появились ещё близняшки Кэролин и Бриджит, последняя из которых умерла вскоре после появления на свет. Детство Майкла прошло в небольшом городке Барджесс-Хилл в графстве Суссекс. Он получил образование в гимназии для мальчиков в Бромли, графство Кент, после чего учился в Оксфордском университете.
Будучи ещё студентом университета, Майкл успешно дебютировал в качестве актёра в постановке «Жёлтая куртка» (1956), а спустя три года он уже впервые появился на Уэст-Энде в спектакле «Гамлет». До окончания Оксфорда он также состоял в труппе Национального молодёжного театра, а также выступал в университетском драматическом кружке. После получения диплома Майкл некоторое время работал в театре шотландского города Данди, а затем вступил в труппу Национального королевского театра, где в 1965 году сотрудничал с Франко Дзеффирелли во время постановки пьесы «Много шума из ничего». С именем этого итальянского режиссёра также связаны и первые крупные кинороли Йорка — в фильмах «Укрощение строптивой» (1967) и «Ромео и Джульетта» (1968). Следующей заметной работой в кино стала роль вождя язычников-данов Гутрума в британской исторической картине Клайва Доннела «Альфред Великий» (1969).
Первым крупным успехом в актёрской карьере Йорка стала роль Брайана Робертса в шедевре Боба Фосса «Кабаре» (1972) с Лайзой Миннелли в главной роли. В следующем году он исполнил д’Артаньяна в очередной экранизации романа Александра Дюма «Три мушкетёра», а также дебютировал на Бродвее в пьесе Теннесси Уильямса «Крик». В 1974 году на экраны вышел фильм «Четыре мушкетёра: Месть миледи», ставший продолжением предыдущей части, и где Йорк также сыграл д’Артаньяна. Через пятнадцать лет Майкл Йорк ещё раз воплотил на экраны образ мушкетёра в заключительной части трилогии «Возвращение мушкетёров», и еще раз вернулся к этой роли в 2004 году. Кроме того, в 1977 году Йорк сыграл одну из главных ролей в культовом фильме Дона Тэйлора «Остров доктора Моро».
В 1974 Йорк сыграл графа Андрени в знаменитой экранизации романа Агата Кристи «Убийство в „Восточном экспрессе“», в которой режиссёр Сидни Люмет собрал целую плеяду звёзд мировой величины, включая Ингрид Бергман, Джона Гилгуда, Шона Коннери, Ванессу Редгрейв, Жаклин Биссет и многих других. В 1976 году исполнил главную роль в фантастическом кинофильме «Бегство Логана», удостоенном премии «Оскар» за спецэффекты. В 1977 году Майкл Йорк вновь снялся у Дзеффирелли в мини-сериале «Иисус из Назарета», представ в образе Иоанна Крестителя.
Помимо успешных ролей в кино, Майкл Йорк часто появлялся на телевидении (сериалы «Тихая пристань», «Когда мы встретимся вновь», «Дорога в Эйвонли») и на театральной сцене, где особенно запоминающимися стали его бродвейские роли в постановках «Влечение» (1980) и «Суровое испытание» (1992).
В 1997 году актёр появился в фильме «Остин Пауэрс: Международный человек-загадка», после чего снялся ещё в двух его продолжениях. В 1990-е годы у него были роли в фильмах «Студия 54» (1998) и «Код „Омега“» (1999). Одной из последних на данный момент работ Йорка стало озвучивание одного из членов династии Прайма в фильме «Трансформеры: Месть падших» (2009).
В настоящее время Майкл Йорк проживает в Калифорнии с супругой Патришей МакКаллум, на которой женился ещё в 1968 году.

## Избранная фильмография
- 1964 — Арест и суд / Arrest and Trial — Пет Бакалян
- 1967 — Укрощение строптивой — Люченцио
- 1967 — Сага о Форсайтах — Джолион Форсайт
- 1968 — Ромео и Джульетта — Тибальд
- 1969 — Жюстин — Дарли
- 1969 — Альфред Великий — Гутрум
- 1971 — Цеппелин / Zeppelin — офицер шотландских войск Джеффри Рихтер-Дуглас
- 1972 — Кабаре — Брайан Робертс
- 1973 — Три мушкетёра — д'Артаньян
- 1974 — Четыре мушкетёра: Месть миледи — д'Артаньян
- 1974 — Убийство в «Восточном экспрессе» — граф Андрени
- 1974 — Большие надежды — Пип
- 1976 — Бегство Логана — Логан
- 1977 — Иисус из Назарета — Иоанн Креститель
- 1977 — Остров доктора Моро — Эндрю Браддок
- 1980 — Последнее назначение / Final Assignment — Лёша Петров
- 1981 — Vendredi ou la vie sauvage — Робинзон Крузо
- 1984 — Хозяин Баллантрэ / The Master of Ballantrae — Джеймс Дьюри
- 1988 — Призрак смерти — Роберт Доминичи
- 1988 — Секрет Сахары — Джордан
- 1989 — Возвращение мушкетёров — д'Артаньян
- 1989 — Когда мы встретимся вновь / Till We Meet Again online — Поль де Лансей
- 1990 — Ночь Лисы / Night of the Fox — Эрвин Роммель
- 1991 — Дуэль сердец — лорд Брекон
- 1995-1996 — Подводная Одиссея — президент Александр Бурн
- 1995 — Вавилон-5 (сериал) 3 сезон 13 серия «Пассажир из Авалона» — Дэвид Макинтайр (Артур)
- 1995 — Юный янки из Коннектикута при дворе короля Артура — Мерлин
- 1996 — Кольцо — Вальмар фон Готхард
- 1997 — Остин Пауэрс: Международный человек-загадка — Базил Разоблачитель
- 1998 — Студия 54 — Посол
- 1998 — Рыцарь Камелота — Король Артур
- 1998 — Продавцы Венеры — Алекс Якофф, иммигрант из России — главная роль
- 1999 — Код Омега — Александр Стоун
- 1999 — Остин Пауэрс: Шпион, который меня соблазнил — Базил Разоблачитель
- 2000 — One Hell of a Guy — Дьявол
- 2001 — Вечная битва. Код Омега 2 / Megiddo: The Omega Code 2 — Александр Стоун (Сатана)
- 2002 — Остин Пауэрс: Голдмембер — Базил Разоблачитель
- 2004 — Московская жара — Роджер Чемберс
- 2004 — Мадемуазель мушкетёр — д'Артаньян
- 2009 — Правосудие волков — Михаил Сергеевич Поляков
- 2011 — Мельница и крест — Николаес Йогелинк
- 2012 — Flatland 2: Sphereland — Сфериус